# Vendetta - Una storia d'amore
Vendetta - Una storia d'amore (Vengeance: A Love Story) è un film del 2017 diretto da Johnny Martin.
Film thriller statunitense distribuito il 15 settembre 2017 da FilmRise.
È basato sul romanzo Rape: A Love Story di Joyce Carol Oates, pubblicato nel 2003.

## Trama
Niagara Falls. Di ritorno dalla festa del 4 luglio, Teena, una giovane madre vedova e la figlia dodicenne Bethie, vengono aggredite da quattro balordi del posto che, dopo aver stuprato la donna, la lasciano a terra ferita e priva di sensi. Dopo essersi ripresa dallo shock, la ragazzina riesce a raggiungere una vicina strada per chiedere aiuto, finendo per imbattersi nell'agente di polizia ed ex veterano della Guerra del Golfo John Dromoor. La madre viene ricoverata in ospedale in stato di coma mentre gli aggressori, grazie alla testimonianza della dodicenne, vengono identificati, arrestati ma poi rilasciati quasi subito su cauzione in attesa del processo. Tuttavia, quando la discutibile famiglia di due degli aggressori assume il più famoso e temuto avvocato sulla piazza, il dottor Kirkpatrick, che intende far passare i carnefici per vittime di un gioco di seduzione ideato da Teena e poi finito male al solo scopo di fargli scontare la minor pena possibile, John intuisce che per la giovane mamma vincere la causa sarà impossibile. Si vedrà quindi costretto a ricorrere ai suoi vecchi metodi per far ottenere giustizia alla donna e alla giovane Bethie.